# Nilguiri Himal
O Nilguiri Himal (em nepali: निलगिरी हिमाल); em inglês: Nilgiri Himal) é uma cordilheira de três montanhas no maciço do Annapurna, no centro do Nepal. Situado no lado oriental do vale do Kali Gandaki, é composto pelo Nilguiri Norte (7 061 m), Nilguiri Central (6 940 m) e Nilguiri Sul (6 839 m). As localidades mais próximas são Jomsom, a oeste-noroeste, Marpha a oeste e Lete a sudoeste.
Erguendo-se mais de 4 000 metros acima do vale do Kali Gandaki, os cumes brancos do Nilguiri dominam a vista para leste de quem percorre o vale do entre Tatopani a sul, e Kagbeni a norte, e criam um efeito de "sombra de chuva", que faz com que no espaço de alguns quilómetros a paisagem mude subitamente da selva e florestas de rododendros a sul para a aridez desértica a norte. O Dhaulagiri (8 167 m), situado no lado ocidental do vale, em posição simétrica, apesar de mais alto, não é visível de tantos locais do fundo do vale como os cumes do Nilguiri e de muitos locais não passa de mais um cume entre outros, que se avista acima por detrás de encostas mais próximas.
O Nilguiri Norte foi escalado pela primeira vez em outubro de 1962 por uma equipa da Expedição Himalaia dos Países Baixos, constituída pelos irmãos Holger e Peter van Lookeren Campagne, pelo xerpa Wongdi e pelo famoso alpinista francês Lionel Terray, que liderou a expedição. As primeiras escaladas ao Nilguiri Sul e ao Nilguiri Central foram realizadas por alpinistas japoneses em 1978 e 1979, respetivamente.